# قلعه چشمه سرد
قلعه چشمه سرد مربوط به دوره اشکانیان است و در شهرستان خرم‌آباد، بخش ویسیان، دهستان شوراب، روستای شوراب علیا (معدن گچ) واقع شده و این اثر در تاریخ ۲۸ اسفند ۱۳۸۵ با شمارهٔ ثبت ۱۸۵۱۷ به‌عنوان یکی از آثار ملی ایران به ثبت رسیده‌است.